# 維肯托韋
50°5′26″N 26°32′18″E / 50.09056°N 26.53833°E
維肯托韋（羅馬化：Vikentove）是烏克蘭西部的村莊，隸屬赫梅利尼茨基州的舍佩蒂夫卡區。該村始建於1936年，面積0.02平方公里，2001年人口45，人口密度每平方公里2,250人。